# Atharon - Zloba
Atharon - Zloba (енглеска верзија Atharon - Malevolence) је друга књига Николе Којића из Осјечана Горњег, Босна и Херцеговина који пише под псеудонимом Аргент Хелион. Књига је објављена у сарадњи са издавачком кућом Креативна радионица Балкан. Књига спада у романе епске фантастике и преобликованих митова. Књига је истовремено објављена и на енглеском језику (Atharon - Malevolence).

## О аутору
Argent Hellion (Нови Сад, 12. септембар 1987) је псеудоним српског писца Николе Којића, креатора и предузетника из Босне и Херцеговине.

## Позадина
Атарон је фантастични свијет којег је створио Арџент Хелион, првобитно замишљен током прољећа 2007. Прва верзија прве књиге завршена је током љета 2009. године, а потрага за издавачем трајала је све до јесени 2016. године. Прва књига је објављенаје крајем децембра 2016. године у сарадњи са издавачком кућом Балканске креативне радионице. И српска и енглеска верзија објављене су истовремено, а општи план је да се цијела серија распореди на неколико књига. Илустрације за књиге и мапу су радили Борислав Боро Маљеновић, Огњен Кривокапић и колор Аљоша Томић.

## Сажетак
У наставку серијала пратимо главног лика Ника који направити своје прве кораке у свијет пун наде и одлучности. У маниру предодређеног јунака упустиће се у авантуру која ће му донијети славу али је пуна опасности.

## Свијет Атарона и ликови

### Ликови
Књига прати двије наизглед неповезане приче:
- Ник – млад ученик из Asurthae, који након губитка мајке креће у Амфоријум и постаје кандидат на Годишњем Окршају.
- Валирија – моћна ратница која преноси знање на свог безименог ученика, а њезин живот је описан као препун меланхолије, губитака и жртава, но и тражења насљедника достојног вјештина које посједује.

Поред њих, појављују се и ликови попут Викторије, Роберта Рампарта, господина Линча и Криса.
У роману су описани класни ликови попут Стријелаца, Прелата, Ренџера, Клерика, те епизодни ликови као што су патуљци и гигантски паукови.
Атаронова створења могу се поделити у три различите категорије: инстинктивна, подчутна и осећајна.

## Стил и интерпретација
Стил књиге прати више погледа ликова (ПОВ), али са јасним груписањем поглавља по ликовима.
Аутор је у ранијој верзији користио ликове инспирисане аватарима из MMORPG игра (слично хумору књиге Mogworld), касније освијетљено и адаптирано у готов зрели текст ТВ Тропес.

## Стваралаштво
Упоредо са креирањем фантазијског свијета Атарон, аутор је креирао додатне елементе. Један од тих елемената, замишљено да буде јединствена верзија шаха, названа Атарон шах или једноставно Конквест (из изведенице енглеске ријечи Conquest). Иако је ова игра замишљена као мањи елемент свијета Атарон, убрзо је заживела и постала независан пројекат, формирала је своја правила и постала игра за игру. У јуну 2017. године Конквест је уписан у Регистар ауторских дјела који води Интелектуални Институт за имовину Босне и Херцеговине као интелектуално власништво Argent Hellion под бројем 03-47-5-300/17VT.

## Промоција
Промоција друге књиге у низу одржана је 7. децембра 2021. године у Народној библиотеци Прњавор, затим 29. новембра 2022. године у Народној библиотеци Добој, и 27. децембра 2022. године у добојској гимназији.